# Brock Island
Brock Island liegt im westlichen Teil der Königin-Elisabeth-Inseln. Sie gehört zu den Nordwest-Territorien Kanadas.
Die 764 km² große Insel liegt westlich der Mackenzie King Island.
Die Oberfläche der Insel ist flach (die höchste Erhebung misst 67 Meter), die Form ist annähernd rechteckig (37 auf 22 km).
Wie Mackenzie King Island und Borden Island wurde sie aus eurozentrierter Sicht erst während der kanadischen Arktisexpedition von 1913–1918 entdeckt. Størker Størkersen erreichte die Insel am 18. Juni 1915. Der Expeditionsleiter Vilhjálmur Stefánsson benannte sie nach Reginald Walter Brock (1874–1935), dem Direktor des Geological Survey of Canada.